# Bajo Flores

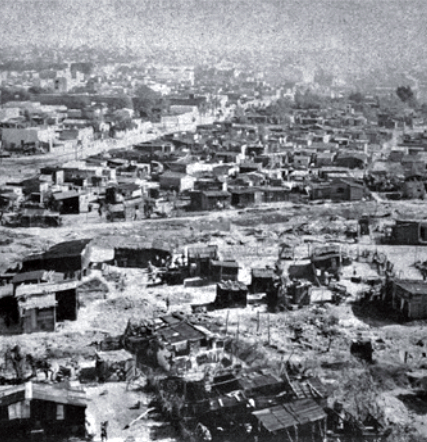
Vista de una villa en el Bajo Flores, 1971.

Se denomina Bajo Flores a la zona sur del barrio de Flores de la ciudad de Buenos Aires, Argentina. Es una zona residencial de clase baja. Dentro del Bajo Flores se encuentra además un sector informalmente denominado "Barrio Coreano".
Esta zona está separada del resto del barrio al que pertenece por la avenida Castañares. De acuerdo con la Ley 2329 sancionada el 10 de mayo de 2007 sus límites han sido fijados con los del barrio de Nueva Pompeya. El Bajo Flores es uno de los barrios no oficiales de la ciudad.[cita requerida]
Una característica de la zona está dada por sus casas bajas y poca densidad poblacional, donde se destacan el barrio municipal Presidente Rivadavia, el barrio Presidente Illia y la villa 1-11-14.
También están el estadio Nuevo Gasómetro y la Ciudad Deportiva, pertenecientes al Club Atlético San Lorenzo de Almagro; las sedes de los clubes de rugby DAOM y Piñero, así como el campo deportivo del Club Italiano de Buenos Aires, donde hace de local, entre otros, su equipo de rugby; el "Complejo Futbolístico" de Argentinos Juniors, donde juegan sus divisiones inferiores; y si bien el estadio Nueva España del Club Deportivo Español se encuentra en el vecino barrio de Parque Avellaneda, este le dio un gran empuje social a toda la zona (al ser el primero en instalarse). También se encuentra el depósito de agua Flores y el tercer cementerio abierto en la ciudad de Buenos Aires, llamado San José de Flores.

## Detalles
La banda de heavy metal Rata Blanca tiene su origen en este barrio en el año 1985 y le dedica su canción En el Bajo Flores, del álbum Entre el cielo y el infierno (1994).
Dentro del barrio, circula un periódico gratuito Flores de Papel, fundado en 1999 (www.floresdepapel.com.ar).
También es oriunda de este barrio Los Gardelitos, banda de rock stone formada en 1995.